# FightMalaria@Home
FightMalaria@Home ist ein Projekt des verteilten Rechnens am UCD Complex and Adaptive Systems Laboratory (CASL) des University College Dublin. Das Ziel des Projektes ist es, nach neuen Medikamenten zur Behandlung von Malaria zu suchen. Dabei werden Docking-Simulationen an Malariaproteinen berechnet.
Das Projekt wurde offiziell im Juli 2012 gestartet. Die Basis der Berechnungen bildet die Software BOINC von der University of California, Berkeley.